# Parco nazionale di Panna
Il parco nazionale di Panna è un'area naturale protetta indiana che si trova nel Madhya Pradesh. È stato istituito nel 1973 e occupa una superficie di 542,67 km².